# Milana Hrušáková
Milana Hrušáková (* 9. března 1952 Brno) je česká právnička, v letech 2008–2016 děkanka Právnické fakulty Univerzity Palackého v Olomouci.

## Život
Vystudovala v roce 1975 brněnskou právnickou fakultu, o rok později zde získala titul doktorky práv. Na této fakultě dále působila, od roku 1990 i ve funkci vedoucí katedry občanského práva. V roce 1984 získala vědeckou hodnost kandidáta věd, v roce 1993 se zde habilitovala a v roce 2004 byla jmenována profesorkou občanského práva Právnické fakulty MU. V letech 1993–1994 externě vyučovala na VUT. Dále od roku 1999 externě vyučovala na Právnické fakultě UP v Olomouci a 23. ledna 2008 se zde stala děkankou. V roce 2009 byla vyhlášena Právníkem roku v oboru rodinného práva.
Odborně se věnuje především rodinnému právu, byla spoluřešitelkou mnoha vědeckých projektů v této oblasti, zpracovávala posudky pro ministerstvo spravedlnosti i pro veřejného ochránce práv a byla členkou legislativní komise pro rekodifikaci občanského zákoníku. Je autorkou či spoluautorkou přibližně 80 odborných článků a asi 15 vědeckých publikací. Od roku 1991 je členkou Vědecké rady Právnické fakulty MU, od roku 1999 Vědecké rady Právnické fakulty UP v Olomouci a od roku 2009 Vědecké rady Fakulty právnické ZČU v Plzni.
Má dceru JUDr. Milanu Hrušákovou, Ph.D., která také vystudovala Právnickou fakultu MU v Brně a vyučovala trestní právo na Právnické fakultě Univerzity Palackého v Olomouci a nyní ho vyučuje na Právnické fakultě Masarykovy university v Brně.

## Některá díla
- Zákon o rodině – komentář. 3. vyd. Praha : C. H. Beck, 2005
- Zákon o registrovaném partnerství. in Bulletin advokacie č. 2/2007
- Streit um die Abstammung im tschechischen Recht. in Streit um die Abstammung – ein europäischer Vergleich, Gieseking, 2007
- Co přinese zařazení rodinného práva do nového občanského zákoníku? in Sborník statí z diskusních fór o rekodifikaci občanského práva, Aspi, 2007
- České rodinné právo, 3. vyd., Masarykova univerzita, 2006
- Občanská forma sňatku a její ústavně právní limity. in Sborník příspěvků z konference k připravované rekodifikaci občanského zákoníku z 30.11.–1.12.2005, Univerzita Palackého v Olomouci, 2006
- Tschechisches Gesetz über die registrierte Partnerschaft. in Zeitschrift für das gesamte Familienrecht : Ehe und Familie im privaten und öffentlichen Recht, Gieseking, 2006
- Anonymní a utajené mateřství v České republice – utopie nebo realita? in Právní rozhledy : časopis pro všechna právní odvětví č. 2/2005